# Wonder Woman 1984
Wonder Woman 1984 (estilizada como WW84; en Latinoamérica, Mujer Maravilla 1984, estilizada como MM84) es una película estadounidense de superhéroes basada en el personaje Mujer Maravilla, creado por William Moulton Marston para DC Comics. Es la secuela de Wonder Woman (2017) y la novena entrega del Universo extendido de DC. La película está dirigida por Patty Jenkins a partir de un guion que escribió con Geoff Johns y David Callaham. Es protagonizada por Gal Gadot como Diana Prince / Mujer Maravilla, junto a Chris Pine, Kristen Wiig, Pedro Pascal, Robin Wright y Connie Nielsen en papeles secundarios. Ambientada en 1984, durante la Guerra Fría, la película sigue a Diana y a su antiguo amor Steve Trevor en su enfrentamiento con Maxwell Lord y Cheetah.
Wonder Woman 1984 tuvo un estreno simultáneo en varios países el 15 de diciembre de 2020 a través de la plataforma virtual DC FanDome. Se estrenó el 25 de diciembre de 2020 en Estados Unidos y Canadá bajo la distribución de Warner Bros. Pictures; y también fue emitido digitalmente en HBO Max en Estados Unidos durante un mes a partir de esa misma fecha. Se estrenó en cines en los mercados internacionales que no tienen HBO Max en un horario escalonado a partir del 16 de diciembre de 2020.
La película fue bien recibida por la crítica especializada, quienes elogiaron las escenas de acción, la ambientación y las actuaciones, especialmente las de Gadot, Pine, Pascal y Wiig. Sin embargo, criticaron la duración y el guion. En el sitio Rotten Tomatoes tuvo un porcentaje de aprobación del 60%, mientras que en Metacritic sumó 60 puntos de 100. Comercialmente, recaudó USD 166 millones en taquilla.

## Sinopsis
En 1984, durante la Guerra Fría, Diana Prince entra en conflicto con dos formidables enemigos: el hombre de negocios de medios de comunicación Maxwell Lord y su amiga convertida en enemiga Bárbara Ann Minerva, mientras se reencuentra con su interés amoroso Steve Trevor.

## Argumento
De niña, Diana (Lilly Aspell) participa en una competencia atlética de múltiples etapas en Themyscira contra amazonas mayores. Se cae de su caballo, pierde una etapa y es descalificada después de tomar un atajo. La madre de Diana, la reina Hipólita (Connie Nielsen), y su tía Antiope (Robin Wright) le dan un sermón sobre la importancia de la verdad.
En 1984, una Diana adulta (Gal Gadot) trabaja como antropóloga principal en el Instituto Smithsoniano en Washington D. C., especializada en la cultura de las antiguas civilizaciones mediterráneas. Diana continúa secretamente luchando contra el crimen como la Mujer Maravilla, mientras intenta mantener cierto anonimato. Diana conoce a una nueva compañera de trabajo, Barbara Ann Minerva (Kristen Wiig), una mujer insegura que idolatra a Diana e intenta hacerse amiga de ella.
El aspirante a empresario Maxwell Lord (Pedro Pascal) visita el Smithsonian en busca de una misteriosa Piedra de los Deseos que, aparentemente, concede deseos al entrar en contacto con cualquier usuario. Tanto Diana como Barbara usan la piedra sin saberlo para satisfacer sus propios deseos: Diana desea a su amante fallecido, Steve Trevor (Chris Pine), lo que hace que su espíritu se manifieste y se apodere del cuerpo de otro hombre en el mundo real; por su parte, Barbara desea volverse fuerte y hermosa como Diana. Durante una noche de gala en el Smithsonian, Maxwell manipula a Barbara para adquirir la piedra. Luego desea convertirse en la encarnación de la piedra y adquiere su poder para conceder deseos, al mismo tiempo que puede tomar lo que desee de los demás.
Durante los siguientes días, Maxwell se convierte en una figura influyente y poderosa, mientras deja caos y destrucción a su paso. Barbara, Diana y Steve intentan investigar más el poder de la Piedra y descubren que fue creada por Dolos, el Dios de la Traición y la Travesura; la piedra concede al usuario su deseo, pero a cambio toma su posesión más preciada, y la única manera de revertir la condición es renunciando a su deseo o destruyendo la piedra misma. Steve se da cuenta de que su existencia se ha producido a costa del poder de Diana. Tanto Diana como Barbara no están dispuestas a renunciar a sus deseos e intentan encontrar otra solución.
Barbara une fuerzas con Maxwell, no queriendo que Diana le haga daño. Maxwell, al enterarse por medio del presidente de los Estados Unidos (Stuart Milligan) de un sistema de transmisión por satélite que puede transmitir señales a nivel mundial, decide usarlo para comunicarse con todo el mundo, ofreciéndose a cumplir sus deseos, para así a su vez obtener un poder absoluto. Steve convence a Diana de que lo deje ir y renuncie a su deseo, recuperando sus fuerzas. Ella regresa a casa y se pone la armadura de la legendaria guerrera amazónica fallecida Asteria, luego se dirige a la estación de transmisión y lucha contra Barbara, quien ha sido transformada en un guepardo humanoide después de desear convertirse en un "depredador ápice".
Después de derrotar a Barbara, Diana se enfrenta a Max y usa su Lazo de la Verdad para comunicarse con el mundo a través de él, convenciendo a todos de que renuncien a sus deseos. También muestra visiones de Max: primero, del propio pasado infeliz de Max como un paria social e hijo de un padre abusivo; luego del propio hijo amado de Max, Alistair (Lucian Pérez), vagando por las calles aterrorizado y llorando por su padre mientras el caos sobreviene por el cumplimiento de los deseos de todos por parte de Max. Max luego renuncia a su deseo y se apresura a encontrar a Alistair conmocionado pero ileso mientras Max, arrepentido, promete ser un mejor padre. Algunos meses después, Diana conoce al hombre cuyo cuerpo habitaba Steve, mientras ella continúa protegiendo el mundo.
En una escena a medios créditos, se revela que Asteria (Lynda Carter) está viva, viviendo en secreto entre la humanidad al igual que Diana.

## Reparto
- Gal Gadot como Diana Prince / Mujer Maravilla:
Una semidiosa inmortal, princesa Amazona y guerrera. Diana es la hija de Hipólita, la reina Amazona de Temiscira, y Zeus, el rey de los Dioses Olímpicos.[7] Hablando con Total Film, Gadot comentó sobre la evolución del personaje desde la primera película, diciendo: «En la primera película, [Diana] es realmente un pez fuera del agua, que viene de Temiscira al mundo del hombre y aprende sobre las complejidades de la vida humana, de verdad. En Wonder Woman 1984, ella ha estado por aquí. Es más sabia y madura. Ella ha protegido y perdido a todos sus amigos a lo largo de los años. Pero sigue haciendo lo correcto, aunque es diferente de la última vez que la vimos».[8] Gadot añadió: «En la primera película, exploramos el viaje de la madurez, de cómo Diana Prince se convirtió en la Mujer Maravilla, y todas sus fuerzas y poderes».[8]
  - Lilly Aspell aparece como Diana de niña.
- Chris Pine como Steve Trevor: Un piloto y espía estadounidense de la Primera Guerra Mundial y el interés amoroso de Diana, que presumiblemente había muerto durante los acontecimientos de la primera película.[9]
- Kristen Wiig como Barbara Ann Minerva / Cheetah:
Una arqueóloga que se hace amiga de Diana antes de impregnarse de habilidades místicas que la transforman gradualmente en una superhumana parecida a un guepardo. Se alía con Lord para luchar contra Diana.[10][6][11] Wiig declaró: «Realmente no se siente como una secuela en eso... todo es diferente. Los carteles, la música, todo», antes de añadir: «¡Obviamente los carteles son diferentes! Quiero decir, ¡como el estilo! Muchas veces, con la secuela, quieres mostrar la conexión con la primera».[12] Gadot estuvo de acuerdo, diciendo: «Es totalmente única... es verdad. Y siento que en la primera película, una gran cosa que mostramos fue la ingenuidad de Diana».[12]
- Pedro Pascal como Maxwell Lord:
Un carismático hombre de negocios y empresario que es famoso por infomerciales de televisión pero que secretamente alberga delirios de grandeza y lujuria por el poder.[13][14] La directora Patty Jenkins declaró que la actuación de Pascal como Lord se inspiró en Gordon Gekko de Wall Street, de Oliver Stone, y en la interpretación de Lex Luthor que Gene Hackman hizo en la película Superman: The Movie de 1978 de Richard Donner, y negó que Donald Trump fuera la principal influencia para su interpretación, con Jenkins describiendo a Lord como «un villano con potencial para ser peligroso y temible».[15]
  - Lambro Demetriou y Jonny Barry aparecen como el joven Maxwell "Max Lord" Lorenzano a los 8 y 15 años, respectivamente.
- Robin Wright como Antiope: La hermana fallecida de Hipólita, general del ejército amazónico y tía de Diana.[16]
- Connie Nielsen como Hipólita: La reina de Temiscira y la madre de Diana.[16]

Además, Lucian Pérez aparece como Alistair, el hijo de Maxwell de su divorcio; Amr Waked aparece como Emir Said Bin Abydos, el gobernante de Bialya, rica en petróleo; Kristoffer Polaha aparece como el hombre cuyo cuerpo habita Steve (acreditado como "Hombre guapo"); Natasha Rothwell aparece como Carol, la jefa de Barbara en el Smithsonian; Ravi Patel aparece como Baba Jide, un hombre que guarda documentos de la historia de la Dreamstone; Gabriella Wilde aparece como Raquel, asistente de Maxwell, Oliver Cotton aparece como Simon Stagg, inversor corporativo de Maxwell; Kelvin Yu y Asim Chaudhry aparecen brevemente como colegas de Barbara en el Smithsonian, Stuart Milligan aparece como el presidente de los Estados Unidos, Patrick Lyster aparece como el general Petersen, presidente del Estado Mayor Conjunto (acreditado como "CJCS (Oficina Oval)") y Constantine Gregory aparece como un general ruso.
Lynda Carter, quien interpretó a la heroína titular en la serie de televisión de la década de 1970, hace un cameo a mitad de los créditos cinematográficos como Asteria, una legendaria guerrera amazona que en la antigüedad poseía la poderosa armadura alada. Matt Costello,  de Still Game, hace un cameo como un taxista. El esposo de Gadot, Yaron Versano, y sus dos hijas, Alma y Maya, hacen breves apariciones cerca del final de la película.

## Producción

### Desarrollo
La directora de la primera película, Patty Jenkins, que inicialmente firmó para una sola cinta, había expresado su interés en volver a dirigir la secuela. En junio de 2017, durante una entrevista con Variety, el escritor de cómics Geoff Johns reveló que él y Jenkins habían comenzado a escribir una secuela de Wonder Woman y que tenía una «idea genial para la segunda». Mientras hablaba en un «preguntas y respuestas», Jenkins confirmó que efectivamente dirigiría la secuela. Sin embargo, Jenkins luego tuiteó que «no fue una confirmación. Solo hablaba de ideas y esperanzas».
El 22 de julio de 2017, en la Cómic Con de San Diego, el estudio anunció oficialmente que se produciría una secuela, con el regreso de Jenkins como directora; su título fue listado como Wonder Woman 2. En septiembre de 2017, se confirmó oficialmente que Jenkins dirigiría la secuela. El 13 de septiembre de 2017, se informó que el escritor de The Expendables, David Callaham, se uniría a la película para coescribir el guion con Jenkins y Johns, que ya habían estado trabajando en él durante varios meses.
El 28 de febrero de 2018, se informó que la película se rodaría con cámaras de cine IMAX en secuencias de acción seleccionadas. A finales de mayo de 2018, Zack Snyder confirmó en la plataforma social Vero que él, junto con su esposa Deborah Snyder, se encargaría de la producción de la secuela de Wonder Woman. El 13 de junio de 2018, se anunció que el título de la película sería Wonder Woman 1984. Una fuente cercana a Jenkins la describió como una película independiente «de la misma manera que las películas de Indiana Jones o [James] Bond, en lugar de una historia continua que requiere muchas entregas».

### Preproducción
La preproducción comenzó oficialmente a principios de diciembre de 2017 en Reino Unido. Ese mismo mes, la directora Patty Jenkins declaró que la película sería otra gran historia de amor. En abril de 2018, se confirmó que la película se ambientaría en la década de 1980. Al mes siguiente, se anunció que la diseñadora de producción Aline Bonetto, quien ya había trabajado en Wonder Woman, regresaría para la secuela, así como Lindy Hemming, quien también regresaría como diseñadora de vestuario.

### Casting
En septiembre de 2017, se confirmó el regreso de Gal Gadot como el personaje principal. El 28 de febrero de 2018, se informó que Kristen Wiig estaba en conversaciones con el estudio para interpretar a Cheetah, la villana principal de la película, y la directora Patty Jenkins confirmó su contratación al mes siguiente. Para el 28 de marzo de ese año, Pedro Pascal fue elegido en un papel clave no revelado, que más tarde se reveló como Maxwell Lord. El 13 de junio de 2018, Jenkins confirmó a través de Twitter el regreso de Chris Pine como Steve Trevor. El 24 de julio de 2018, Natasha Rothwell fue anunciada en un papel no revelado. Unos días más tarde, el 27 de julio, Ravi Patel y Gabriella Wilde también se unieron a la película, y sus papeles también se mantuvieron en secreto. A finales de agosto, Connie Nielsen y Robin Wright fueron confirmadas para repetir sus papeles como Hipólita y Antiope, respectivamente, en una secuencia de analepsis. En noviembre de 2018, se reveló que Kristoffer Polaha tendría un papel en la película.

### Rodaje
El rodaje comenzó el 13 de junio de 2018 bajo el título de trabajo Magic Hour. El rodaje tuvo lugar en los estudios de Warner Bros. en Leavesden (Reino Unido), y en varios lugares del Distrito de Columbia y Virginia (Estados Unidos), incluyendo el Landmark Mall en Alexandria (Virginia), y Georgetown durante junio y julio de 2018, con escenas rodadas en Alexandria desde el 18 de junio hasta el 14 de julio. La filmación tuvo lugar fuera del Capitolio de los Estados Unidos en Washington D. C. a mediados de junio.[cita requerida] Otros lugares de filmación en los alrededores de D. C. fueron el barrio Penn Quarter, McPherson Square, el DAR Constitution Hall cerca de la Casa Blanca, el Museo Hirshhorn y Jardín de Esculturas (Smithsonian) y el Monumento a Lincoln. A mediados de julio, la producción en Estados Unidos se completó y se trasladó a Inglaterra. En agosto, la filmación en exteriores tuvo lugar en varios lugares de Londres, entre ellos St. Andrew's Place, Regent's Park y el Royal College of Physicians.
Entre septiembre y octubre de 2018, la producción también se llevó a cabo en Almería (España), así como en Fuerteventura y Tenerife (Islas Canarias). Del 5 al 11 de septiembre, el rodaje tuvo lugar en el complejo fortificado de la Alcazaba de Almería y en el Cerro de San Cristóbal. Adicionalmente fueron rodadas otras escenas en el barrio de La Almedina, la zona de Las Amoladeras y en varios puntos de Cabo de Gata. Posteriormente, la producción se trasladó a Fuerteventura del 13 al 26 de septiembre, con el parque nacional de las Dunas de Corralejo, el Parque Holandés, El Jablito, La Oliva y el parque natural de Jandía como lugares de rodaje. El rodaje en Tenerife comenzó durante la última semana de septiembre, durando dos semanas en varias localizaciones diferentes de la isla.
La producción regresó a Inglaterra en octubre y el rodaje en localizaciones se realizó en el Museo Imperial de Guerra de Duxford, Hyde Park y el Hotel Savoy en el centro de Londres, y en Torrington Square, cerca de Birkbeck y de la Universidad de Londres.[cita requerida] A mediados de noviembre de 2018, Pedro Pascal terminó el rodaje de sus escenas. La fotografía principal terminó el 22 de diciembre de 2018, después de seis meses de rodaje. La fotografía adicional y las refilmaciones comenzaron el 28 de julio de 2019, en Londres, en Warner Bros. Studios, y se completaron al mes siguiente.

### Posproducción
Richard Pearson fue el editor de Wonder Woman 1984, mientras que John Moffatt fue el supervisor de efectos visuales de la película. Double Negative (DNEG), Framestore y Method Studios proporcionaron los efectos visuales. Alexis Wajsbrot fue el supervisor de efectos visuales de Framestore. En diciembre de 2019, Jenkins reveló que el trabajo en la película se había completado cinco meses antes de la fecha de estreno original.

## Música
En agosto de 2018, Hans Zimmer fue anunciado como el compositor de Wonder Woman 1984, reemplazando a Rupert Gregson-Williams, quien compuso la música para la primera película. Como parte de la DC FanDome, Zimmer dio a conocer una pista de la partitura, titulada «Themyscira». Otra pista, «Open Road», fue lanzada el 10 de diciembre de 2020, como parte de la promoción Week of Wonder (Semana de Maravilla), llevada a cabo en las redes sociales previa al estreno de la película.
El álbum fue lanzado el 16 de diciembre de 2020 por WaterTower.

## Estreno
Wonder Woman 1984 estaba programada para ser estrenada el 13 de diciembre de 2019 por Warner Bros. Pictures, pero su estreno se movió al 5 de junio de 2020. Debido al cierre indefinido internacional de los cines por la pandemia de COVID-19, su estreno se aplazó al 14 de agosto de 2020. En vista de que la situación con la pandemia no mejoraba, se retrasó otra vez al 2 de octubre de 2020 y más tarde al 25 de diciembre de 2020, fecha en la que el estudio esperaba que la situación estuviera controlada. Sin embargo, el 18 de noviembre de 2020, debido a un reciente aumento de casos, Warner Bros. finalmente anunció que la película se estrenaría simultáneamente en HBO Max y en los cines de aquellos países donde la pandemia estuviera controlada. Se informó que la película podría ser vista por cualquiera que estuviera suscrito al servicio de HBO Max sin pagar un coste adicional como hizo Walt Disney Pictures con Mulan (2020) en Disney+. En aquellos países donde dicho servicio no estaba disponible, su lanzamiento se adelantó al 16 de diciembre de 2020.
Al igual que su predecesora, Wonder Woman 1984 fue prohibida en el Líbano debido a que Gal Gadot sirvió a las Fuerzas de Defensa de Israel. Fue publicada en formato Digital HD el 16 de marzo de 2021, seguido por un lanzamiento en DVD y Blu-ray el 30 de marzo del mismo año.

## Publicidad
El 22 de junio de 2018, se informó que Gal Gadot asistiría a la Convención Internacional de Cómics de San Diego de 2018 para la presentación de DC de Warner Bros., y también se anunció que allí se mostrarían algunas imágenes de la película para promocionarla. La directora Patty Jenkins y los actores Gal Gadot y Chris Pine asistieron al panel de la película en la Comic Con el 21 de julio de 2018, donde se mostró un breve fragmento de la película. Se mostraron nuevas imágenes durante la CinemaCon 2019 en Las Vegas, Nevada, con un primer vistazo a Kristen Wiig en su papel como Cheetah. En junio de 2019, Warner Bros. proyectó una mirada ampliada a expositores europeos en CineEurope en Barcelona, España.
El primer póster promocional fue publicado el 5 de junio de 2019, exactamente un año antes de su lanzamiento original. En octubre de 2019, se anunció que el primer tráiler de la película debutaría durante la Comic Con Experience (CCXP) de 2019, el 8 de diciembre, con Gal Gadot y la directora Patty Jenkins asistiendo al evento en São Paulo (Brasil). A finales de mes, WarnerMedia Entertainment estrenó nuevas imágenes de la película durante la presentación de HBO Max a la prensa. El primer tráiler debutó el 8 de diciembre en la Comic Con Experience (CCXP) de 2019, y el programa se transmitió en vivo por Twitter a todo el mundo en tiempo real. El tema musical del tráiler fue una remezcla instrumental de Sebastian Böhm de la canción «Blue Monday» de New Order. El mismo día, se lanzaron carteles de los personajes Wonder Woman, Maxwell Lord, Barbara Ann Minerva y Steve Trevor. Durante la DC FanDome, se lanzó el segundo y último avance de la película, en el cual se vio por primera vez a Kristen Wiig caracterizada como Cheetah, así como la armadura dorada de Wonder Woman.

## Recepción

### Recibimiento comercial
Wonder Woman 1984 recaudó $168 534 027 en taquilla, divididos en $46 534 027 en Estados Unidos y $120 000 000 en el resto del mundo. Con solo una semana de estrenada, fue la vigésima película más taquillera del 2020 en los Estados Unidos y decimoquinta del mundo. En ventas de formato doméstico, recaudó $13 055 149 en ventas de DVD y $17 258 254 en Blu-ray, para un total de $30 313 403.
Los expertos estimaron que Wonder Woman 1984 debutaría con una recaudación aproximada de 60 millones de dólares estadounidenses en su primer fin de semana en suma de los 32 mercados en los que fue lanzada el 16 de diciembre de 2020. Sin embargo, las proyecciones disminuyeron a 35 millones de dólares tras el primer día de su estreno, mayormente porque no cumplió las expectativas en China, que era el mercado principal de cine. Los analistas aseguraron que su desempeño se vio afectado por el estreno de la película local The Rescue (2020), que había tenido mejores críticas y una campaña publicitaria más amplia en el país. Asimismo, otros países donde también se estrenó, entre ellos Brasil, México y el Reino Unido, anunciaron nuevas restricciones por la pandemia de COVID-19 apenas horas antes del lanzamiento de la película en los cines, mientras que en otros como Japón competía con películas locales como Kimetsu no Yaiba: Mugen Ressha-hen (2020), la cual había estado dominando el mercado desde hacía varias semanas. Finalmente la película debutaría con 38.2 millones, siendo sus mercados más fuertes China con 18.8 millones, Taiwán con 3.6 millones, Tailandia con 2 millones, Brasil con 1.7 millones y Japón y México, ambos con 1.6 millones de dólares.
En los Estados Unidos, debutó con 16.7 millones de dólares en su primer fin de semana, con lo que marcó el mayor debut desde la reapertura de los cines tras la pandemia de COVID-19, aunque tal cifra fue un 84% menor al debut de su predecesora.

### Respuesta crítica
Wonder Woman 1984 fue bien recibida por parte de la crítica especializada, quienes elogiaron las escenas de acción, la ambientación, la química entre los personajes y las actuaciones, especialmente las de Gal Gadot, Pedro Pascal y Kristen Wiig, aunque criticaron la extensa duración y el guion de la cinta. En el sitio Rotten Tomatoes tuvo un índice de aprobación del 60% basado en 413 reseñas profesionales. El consenso crítico fue: «Wonder Woman 1984 lucha con la sobrecarga de secuelas, pero aún ofrece suficiente escapismo vibrante para satisfacer a los fanáticos de la franquicia y su clásico personaje central». En Metacritic sumó 60 puntos de 100 basado en 57 reseñas, denotando «reseñas mayormente favorables».
Peter Debruge de la revista Variety mencionó que «Wonder Woman 1984 funciona mejor cuando se enfoca en sus personajes» y «sus momentos más satisfactorios tienen poco que ver con la trama principal, sino más bien en el descubrimiento (y lo que esto conlleva) de los poderes de Diana». Peter Bradshaw de The Guardian la calificó con tres estrellas de cinco y sostuvo que si bien Gadot se sigue destacando como protagonista, «Kristen Wiig es la antagonista que se roba todas las escenas en esta épica secuela». Mary Sollosi de Entertainment Weekly dijo que «Wonder Woman 1984 es la película gigante que todos hemos estado esperando. Es enorme desde el inicio y conforme avanza se va haciendo más grande, más fuerte, más mágica, más espectacular». Nicholas Barber de BBC la calificó con cuatro estrellas de cinco y aseguró que «es una aventura brillante, colorida, dulce y divertida, es tan positiva que incluso sus villanos son simpáticos», además de añadir que «la película dura 151 minutos, y se nota, pero la mayor parte del tiempo los espectadores estarán felices de estar en la alegre compañía de Diana».
Gabriella Geisinger de Digital Spy le dio una calificación de tres estrellas de cinco y expresó que «Gadot ofrece otra actuación sólida como Diana, Chris Pine ofrece los momentos para respirar y con corazón, y Kristen Wiig es la villana perfecta». Richard Roeper de Chicago Sun-Times alabó el desarrollo de los personajes, especialmente los de Gadot, Wigg y Pine, así como las escenas de acción, y le otorgó una calificación de tres estrellas y media de cinco. Justin Chang de Los Ángeles Times aseguró que «con grandes villanos y mucho cabello, Wonder Woman 1984 es una gloriosa secuela» y «en términos conceptuales y estéticos, se defiende bastante bien». Matt Purslow de IGN escribió: «Wonder Woman 1984 es una película con un corazón lleno de amor y esperanza; es una nostálgica mirada a los tiempos de antes que provee un escape en un año excepcionalmente difícil. Es una notable mejora a su ya excelente predecesora y es exactamente el tipo de película brillante y llena de esperanza que se merece el legado del personaje principal».
Alonso Duralde de TheWrap señaló que «la empatía de la película se extiende desde las actuaciones hasta la escritura del guion, claro está; sabemos que Gadot puede ser sincera y heroica, Pine puede ser apuesto y encantador, Pascal puede ser vil, pero es Wiig quien descubre nuevas y emocionantes facetas. Barbara empieza como un personaje cómico y torpe, pero su transformación a una poderosa mujer y luego a la villana Cheetah no es ninguna broma, ofrece una de las transformaciones más oscuras y extraordinarias desde Michelle Pfeiffer como Catwoman en Batman Returns (1992)». Brian Truitt de USA Today le dio tres estrellas de cuatro y expresó que «el mayor problema de Wonder Woman 1984 es que hay demasiado de todo, desde la extensa introducción hasta los masivos efectos especiales, pero aun así está cargada de acción y momentos encantadores llenos de gracia». Kate Erbland de IndieWire alabó el mensaje de la película, la actuación de Pascal y las escenas, y destacó que «es una digna adversaria de su antecesora». Mike Ryan de Uproxx aclamó la actuación de Pascal diciendo que «es dinamita pura, y está tan consciente de lo grande que es la película que derrama locura en cada escena en la que aparece».

### Controversia
La película obtuvo críticas por el punto de la trama de Steve habitando el cuerpo de otro hombre, que permanece sin nombre y solo se le acredita como «Handsome Man» (en español, «Hombre guapo»). Se ha argumentado que el cuerpo del hombre se utiliza sin su consentimiento, ya que Diana y Steve lo ponen en peligro, y la película implica que Diana y Steve (en el cuerpo del hombre) duermen juntos. La controversia se desató por la falta de reconocimiento en la película de lo que le sucedió al hombre mientras se habitaba su cuerpo, así como por el hecho de que los personajes no parecían considerar la cuestión del consentimiento, incluso si el hecho de que él regresara pero en el cuerpo de otro hombre no era la intención de ninguno de los personajes.

### Premios y nominaciones
| Premiación                                     | Fecha                 | Categoría                                            | Nominado(s) | Resultado | Ref.            |
| ---------------------------------------------- | --------------------- | ---------------------------------------------------- | --- | --------- | --------------- |
| Art Directors Guild Awards                     | 10 de abril de 2021   | Mejor Película de Fantasía                           | Aline Bonetto | Nominado  | [ 128 ]         |
| Chicago Indie Critics Association              | 2 de enero de 2021    | Mejores Efectos Especiales                           | John Moffatt | Nominado  | [ 129 ]         |
| Costume Designers Guild                        | 13 de abril de 2021   | Mejor Diseño de Vestuario (Ciencia Ficción/Fantasía) | Lindy Hemming | Nominado  | [ 130 ]         |
| Critics' Choice Awards                         | 7 de marzo de 2021    | Mejores Efectos Visuales                             | John Moffatt | Nominado  | [ 131 ]         |
| Dorian Awards                                  | 18 de abril de 2021   | Película más Camp                                    | Wonder Woman 1984 | Nominado  | [ 132 ]         |
| Golden Raspberry Awards                        | 24 de abril de 2021   | Peor Precuela, Reinicio o Secuela                    | Wonder Woman 1984 | Nominado  | [ 133 ] [ 134 ] |
| Golden Raspberry Awards                        | 24 de abril de 2021   | Peor Actriz de Reparto                               | Kristen Wiig | Nominado  | [ 133 ] [ 134 ] |
| Golden Reel Awards                             | 16 de abril de 2021   | Mejores Efectos de Sala                              | Richard King, Jimmy Boyle, Rowan Watson, Michael Babcock, Jeff Sawyer, Kevin Penney, Lily Blazewicz, Peter Burgess, Zoe Freed | Nominado  | [ 135 ] [ 136 ] |
| Golden Reel Awards                             | 16 de abril de 2021   | Mejor Banda Sonora                                   | Gerard McCann, Ryan Rubin, Timeri Duplat, Michael Connell, Chris Barrett, Adam Miller, Alfredo Pasquel                        | Nominado  | [ 135 ] [ 136 ] |
| Hawaii Film Critics Society                    | 13 de enero de 2021   | Peor Película del 2020                               | Wonder Woman 1984 | Ganador   | [ 137 ]         |
| Hollywood Critics Association                  | 5 de marzo de 2021    | Mejor Película Taquillera                            | Wonder Woman 1984 | Nominado  | [ 138 ] [ 139 ] |
| Hollywood Critics Association                  | 5 de marzo de 2021    | Mejores Dobles                                       | Wonder Woman 1984 | Nominado  | [ 138 ] [ 139 ] |
| Hollywood Music in Media Awards                | 27 de enero de 2021   | Mejor Banda Sonora (Ciencia Ficción/Fantasía)        | Hans Zimmer | Nominado  | [ 140 ]         |
| Houston Film Critics Society                   | 18 de enero de 2021   | Mejor Coordinación de Dobles                         | Jane Batey | Nominado  | [ 141 ]         |
| International Film Music Critics Association   | 18 de febrero de 2021 | Banda Sonora del Año                                 | Wonder Woman 1984 | Nominado  | [ 142 ] [ 143 ] |
| International Film Music Critics Association   | 18 de febrero de 2021 | Mejor Banda Sonora (Ciencia Ficción)                 | Wonder Woman 1984 | Ganador   | [ 142 ] [ 143 ] |
| International Film Music Critics Association   | 18 de febrero de 2021 | Compositor del Año                                   | Hans Zimmer | Nominado  | [ 142 ] [ 143 ] |
| International Film Music Critics Association   | 18 de febrero de 2021 | Mejor Composición Musical Original                   | «1984» | Nominado  | [ 142 ] [ 143 ] |
| International Film Music Critics Association   | 18 de febrero de 2021 | Mejor Composición Musical Original                   | «Themyscira» | Nominado  | [ 142 ] [ 143 ] |
| Kids' Choice Awards                            | 13 de marzo de 2021   | Película Favorita                                    | Wonder Woman 1984 | Ganador   | [ 144 ] [ 145 ] |
| Kids' Choice Awards                            | 13 de marzo de 2021   | Actor de Cine Favorito                               | Chris Pine | Nominado  | [ 144 ] [ 145 ] |
| Kids' Choice Awards                            | 13 de marzo de 2021   | Actriz de Cine Favorita                              | Gal Gadot | Nominado  | [ 144 ] [ 145 ] |
| Latino Entertainment Journalists Association   | 7 de marzo de 2021    | Mejores Efectos Visuales                             | John Moffatt | Nominado  | [ 146 ] [ 147 ] |
| Latino Entertainment Journalists Association   | 7 de marzo de 2021    | Mejores Dobles                                       | Wonder Woman 1984 | Nominado  | [ 146 ] [ 147 ] |
| Make-Up Artists & Hair Stylists Guild Awards   | 3 de abril de 2021    | Mejores Efectos Especiales de Maquillaje             | Jan Sewell, Mark Coulier | Nominado  | [ 148 ]         |
| MTV Movie & TV Awards                          | 16 de mayo de 2021    | Mejor Héroe                                          | Gal Gadot | Nominado  | [ 149 ]         |
| North Carolina Film Critics Association        | 3 de enero de 2021    | Mejores Efectos Especiales                           | John Moffatt | Nominado  | [ 150 ]         |
| Screen Actors Guild Awards                     | 4 de abril de 2021    | Mejor Reparto de Especialistas                       | Wonder Woman 1984 | Ganador   | [ 151 ]         |
| St. Louis Film Critics Association             | 17 de enero de 2021   | Peor Película                                        | Wonder Woman 1984 | Nominado  | [ 152 ]         |
| Washington D. C. Area Film Critics Association | 8 de febrero de 2021  | Mejor Representación de Washington D. C.             | Wonder Woman 1984 | Ganador   | [ 153 ]         |

## Futuro

### Secuela
En enero de 2019, después de que se completara la fotografía principal de Wonder Woman 1984, Patty Jenkins anunció que se había trazado la trama de una tercera película de Wonder Woman. La directora afirmó que la trama de la próxima entrega se desarrollaría en la actualidad. Para diciembre de 2019, Jenkins expresó que la espera entre la segunda y la tercera película sería más larga que el tiempo que tomó el lanzamiento de la primera secuela. Durante una entrevista con Total Film en abril de 2020, la directora expresó que tenía un arco de la historia que abarcaría cuatro películas de Wonder Woman, incluida una película de Amazonas y luego la tercera película del personaje principal. A fines de junio de 2020, hablando con Heroic Hollywood sobre el estado de la tercera película, Jenkins reveló que había dejado de trabajar en la historia que había estado desarrollando seis meses antes para poder ver cómo absorber el resultado de la pandemia de COVID-19. Sin embargo, en una entrevista en el podcast Happy Sad Confused en diciembre de 2020, Jenkins declaró que si bien ella y Geoff Johns ya habían "tocado una historia completa" para una tercera película, ahora tenía dudas sobre si quería hacerlo con el estado actual del mundo, sin saber si sería su próxima película y si cambiaría sus sentimientos al respecto. Cuando fue entrevistada por MTV News sobre lo que le gustaría ver en una tercera película, Gal Gadot declaró que querría que la tercera película tenga lugar en el presente, sin tener interés en volver a visitar el pasado, ya que siente que esos períodos de tiempo de la vida de la Mujer Maravilla se han manejado perfectamente. La secuela recibió luz verde oficialmente el 27 de diciembre de 2020, con Jenkins y Gadot regresando en sus respectivos roles. En diciembre de 2022, The Hollywood Reporter informó que DC consideraba la cancelación de la secuela.

### Película derivada
En diciembre de 2019, la directora Patty Jenkins anunció que se estaba desarrollando una película derivada de Wonder Woman, con la historia centrada en las Amazonas de Temiscira. En abril de 2020, Jenkins reveló que no esperaba dirigir la cinta, pero confirmó que la produciría.